# Alfa Romeo 1750
Alfa Romeo 1750 es una clase de autos compuesta por las versiones sedán, cupé (GT Veloce) y spider (Veloce). El motor es un cuatro cilindros de 1.779 cc con una potencia de 132 CV SAE. Una nueva gama deportiva de clase medio-alta, producida, desde 1967 hasta 1972 en las fábricas de Arese, en Milán, Italia.
En la segunda mitad de la década de los sesenta, visto el enorme éxito comercial del "Giulia", Alfa Romeo desarrolla este automóvil de clase superior dirigida a clientes con mayores exigencias. Este modelo marcó el retorno de la marca al segmento de los sedanes de gama alta, una categoría que no había abordado desde el cese de producción de los modelos 1900 y 2000 en 1962.